# Pabellón de la República Española
El Pabellón de la República fue un edificio construido como representación de España para la Exposición Internacional de París de 1937. En aquel entonces el país se hallaba sumido en la Guerra civil española, por lo que el pabellón, que representaba al régimen constitucional republicano, sirvió como instrumento informativo en busca del apoyo de las potencias aliadas a la liberación de España frente a  la sublevación del ejército. El edificio fue obra de los arquitectos Josep Lluís Sert y Luis Lacasa, y acogió gran número de obras de arte que fueron expuestas en su recinto, destacando el Guernica de Picasso.
En 1992, y con motivo de los Juegos Olímpicos, el Ayuntamiento de Barcelona construyó una reproducción del pabellón.

## Historia

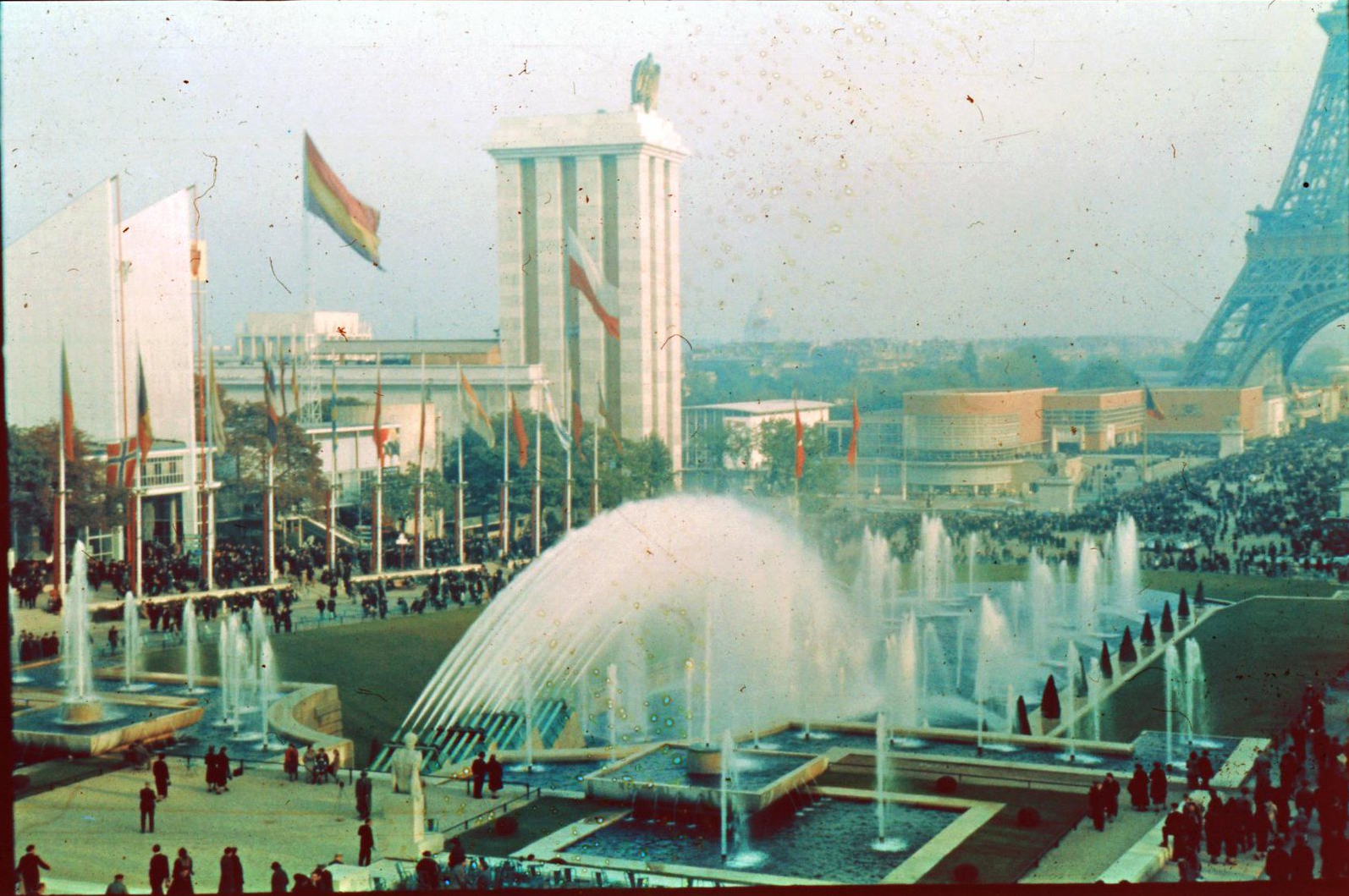
Pabellón de la República Española en París, se ve una Fontaine de Varsovie, 1937

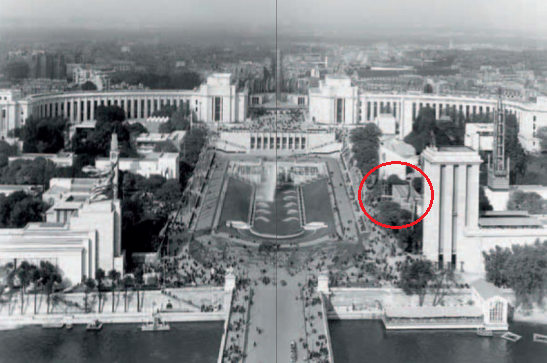
El pabellón español en la Plaza del Trocadero

La Exposición Internacional de París tuvo lugar del 25 de mayo al 25 de noviembre de 1937 en París, la capital de Francia. Se llevó a cabo en el Palacio de Chaillot, bajo el tema de «Artes y técnicas de la vida moderna». 
La Exposición alojó un Pabellón de España gestionado por el gobierno legítimo de la República en que, entre otros testimonios de la guerra, se presentó el Guernica de Pablo Picasso, cuadro denuncia que representaba el bombardeo de Guernica por la Legión Cóndor alemana el 26 de abril de 1937. En el propio pabellón se ofrecieron en venta, a favor de la República, ejemplares de la serie grabada Sueño y mentira de Franco, igualmente realizada por Picasso. 
Junto al Guernica se presentaron otras obras de arte, como la Fuente de Mercurio de Alexander Calder, La Montserrat de Julio González, El campesino catalán en rebeldía de Joan Miró o El pueblo español tiene un camino que conduce a una estrella de Alberto Sánchez Pérez.

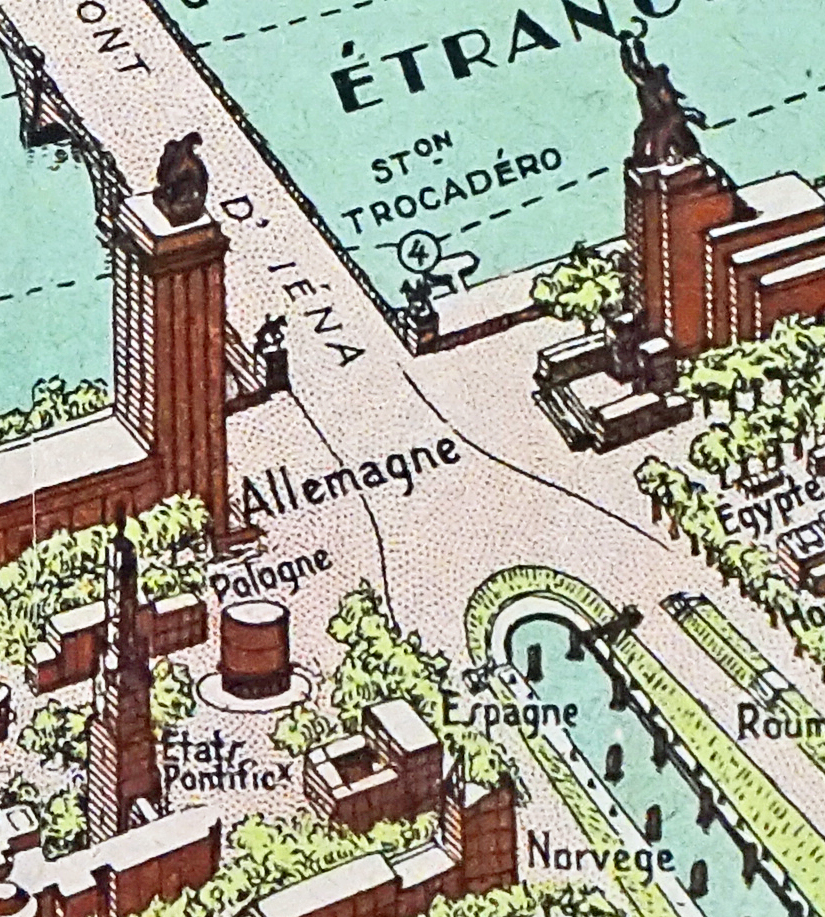
Mapa que señala donde se instaló el pabellón

Aunque la Exposición se inauguró el 24 de mayo, el pabellón español, diseñado por Josep Lluís Sert y Luis Lacasa, no se inauguró hasta el 12 de julio. Se encontraba en la Avenida del Trocadero de París, cerca de los pabellones de Alemania y de la Unión Soviética, junto al pabellón polaco. Los artífices del proyecto fueron el filósofo José Gaos (comisario general del pabellón), el escritor José Bergamín (agregado cultural de la embajada de España en París), el pintor Josep Renau y el escritor Max Aub, que encargaron el edificio a Sert y Lacasa, y organizaron el contenido expositivo del pabellón. José Lino Vaamonde (vocal arquitecto de la Junta Central del Tesoro Artístico en Valencia y artífice del acondicionamiento en dicha ciudad de las Torres de Serranos como depósito del Tesoro Artístico) fue nombrado Comisario general adjunto del pabellón en septiembre de 1937, y, a partir de octubre, sustituye en funciones al Comisario general, José Gaos. La producción audiovisual fue encargada a Luis Buñuel, que al comenzar la guerra fue nombrado coordinador de Propaganda al Servicio de la Información de la embajada española en París. Durante el acto inaugural, la Cobla Barcelona, formación musical oficial de la Generalidad de Cataluña que estaba de gira por Europa, interpretó sardanas e himnos.

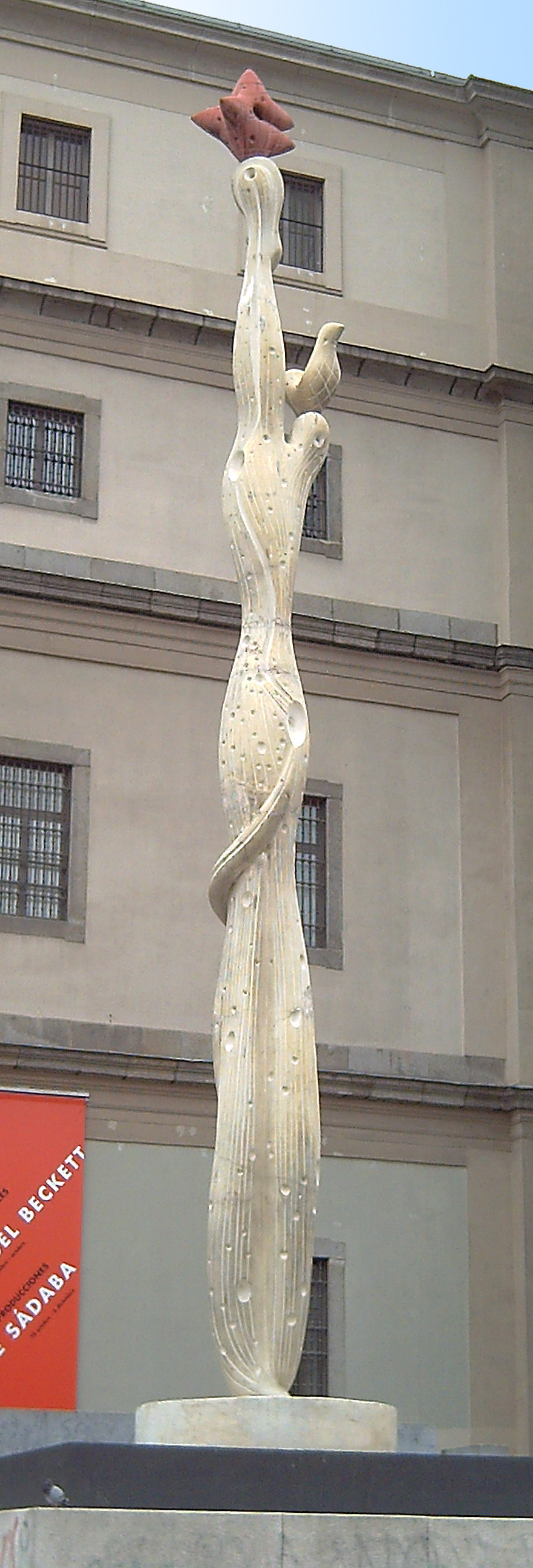
El pueblo español tiene un camino que conduce a una estrella, de Alberto Sánchez Pérez, copia de la escultura de 1937, Museo Nacional Centro de Arte Reina Sofía, Madrid

El edificio fue concebido como un contenedor vacío, casi sin paredes. Tenía tres plantas de altura, y la planta baja comunicaba con un patio que ocasionalmente era cubierto con una lona, haciendo la función de auditorio. A la primera planta se accedía por una escalera y a la segunda mediante una rampa, aunque también había un acceso en vertical dentro del edificio. Construido en un tiempo récord, tuvo que adaptarse a un terreno irregular, con pendiente y debiendo respetar los árboles del entorno. Asimismo, tuvo que ajustarse a una gran limitación de materiales, muchos de ellos prefabricados, como paneles de fibrocemento ondulado, paneles aglomerados o de material sintético. Según Sert, «el pabellón tuvo que hacerse corriendo, todo con materiales en seco, como una casa desmontable, una estructura de acero vista y pintada en dos colores». Todo ello no fue óbice para lograr una construcción de gran sobriedad y armonía de líneas arquitectónicas, que logró un conjunto esbelto, vanguardista y equilibrado conforme a las directrices del racionalismo arquitectónico en boga de la época, del que fue uno de los mayores exponentes en España, pese a su marcado carácter efímero.
Uno de sus principales reclamos fue el Guernica, que estaba situado en una de las paredes principales del pabellón, junto con las obras de Calder, Miró y Alberto Sánchez. En principio suscitó una gran polémica, ya que muchas personas esperaban un cuadro más descriptivo, en consonancia con el realismo socialista de la época. Incluso se planteó la posibilidad de cambiar el cuadro por una obra más realista llamada Madrid, 1937, de Horacio Ferrer, expuesta en la segunda planta del pabellón; pero la prensa internacional alabó el Guernica como una obra maestra, por lo que fue mantenida en su sitio.

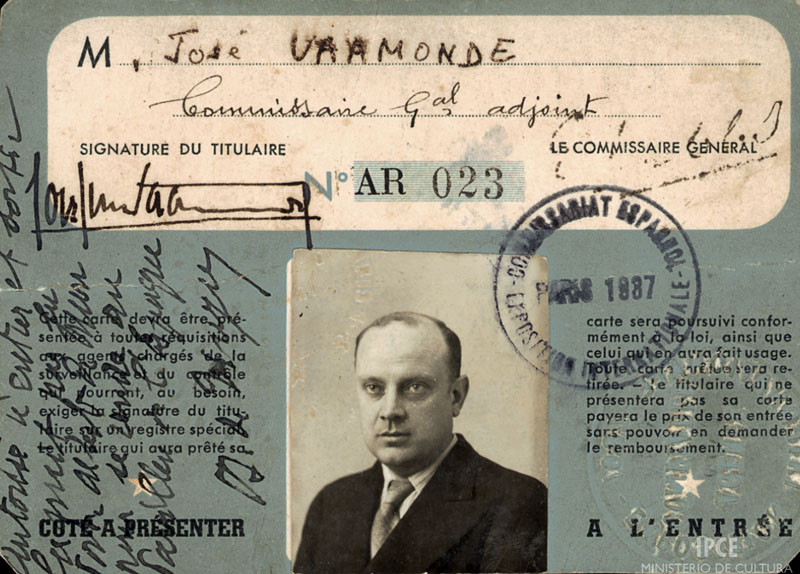
Reverso del carnet del Comisario general adjunto José Lino Vaamonde

A la entrada del pabellón se encontraba la gran escultura de Alberto Sánchez, de doce metros de altura (de esta obra hay una copia en el exterior de la entrada principal del Museo Reina Sofía de Madrid y otra, a escala reducida, en la Plaza de Barrionuevo de Toledo). También se encontraban aquí La Montserrat de Julio González y la Cabeza de Mujer de Picasso, que también presentaba otra escultura en el jardín situado en la fachada lateral derecha, la Dama Oferente. Traspasada la entrada se hallaba un pórtico ocupado en su parte central por la Fuente de Mercurio de Alexander Calder, mientras que en una pared lateral se hallaba el Guernica. La primera planta estaba dedicada a la propaganda y la información, mostrando la situación de la España en guerra a través de fotomontajes y diversos documentos sobre economía, sanidad, educación, etc. La segunda planta estaba destinada a las secciones de artes plásticas y populares, donde destacaba el gran mural de Miró El campesino catalán en rebeldía (actualmente desaparecido). También había una exposición dedicada a Francisco Pérez Mateo y Emiliano Barral, ambos escultores muertos en el frente al inicio de la contienda.
Otro apartado expositivo importante del pabellón fue un gran conjunto monográfico sobre la salvación y defensa del Tesoro Artístico. Este apartado estaba compuesto inicialmente por tres paneles, siendo uno de ellos el croquis de los bombardeos sobre el Museo del Prado. En octubre se amplia esta sección e introducen nuevos aspectos como los traslados de obras de arte, restauraciones realizadas etc.
El pabellón tuvo un carácter propagandístico, informativo y reivindicativo de la situación del país, exponiendo en sus paredes carteles, fotografías y demás elementos artísticos y documentales que mostraban los horrores de la guerra. La Comisión para ultimar estos trabajos, nombrada el 28 de mayo por Presidencia del Consejo de Ministros, estuvo formada por Renau, Vaamonde y los artistas publicitarios Gori Muñoz y Félix Alonso González, ayudados por otros grafistas y fototécnicos franceses. Entre otros documentos, se exhibían varios poemas de Federico García Lorca, y se contó con el apoyo de numerosos intelectuales internacionales, como Louis Aragon, Paul Éluard, Ernest Hemingway, Octavio Paz, André Malraux, Ilyá Ehrenburg, Waldo Frank, etc. 
El edificio fue demolido al acabar la Exposición, mientras que sus autores, Sert y Lacasa, fueron juzgados por responsabilidades políticas por el bando nacional, y tuvieron que exiliarse.

## Artistas más relevantes presentes en el Pabellón
La exposición artística que contuvo el pabellón fue una excepcional muestra de cuadros y esculturas, que aunó la obra de los más importantes autores del momento y de las figuras emergentes más relevantes del arte español. Además de los ya nombrados Picasso, Miró, Alberto Sánchez u Horacio Ferrer, podemos citar a: José Gutiérrez Solana, Modesto Ciruelos, Gregorio Prieto, Ramón Puyol, Pedro Flores, Mariano Benlliure o Aurelio Arteta. Muchas de estas obras pueden contemplarse en el Museo Nacional Centro de Arte Reina Sofía de Madrid.

## Réplica en Barcelona

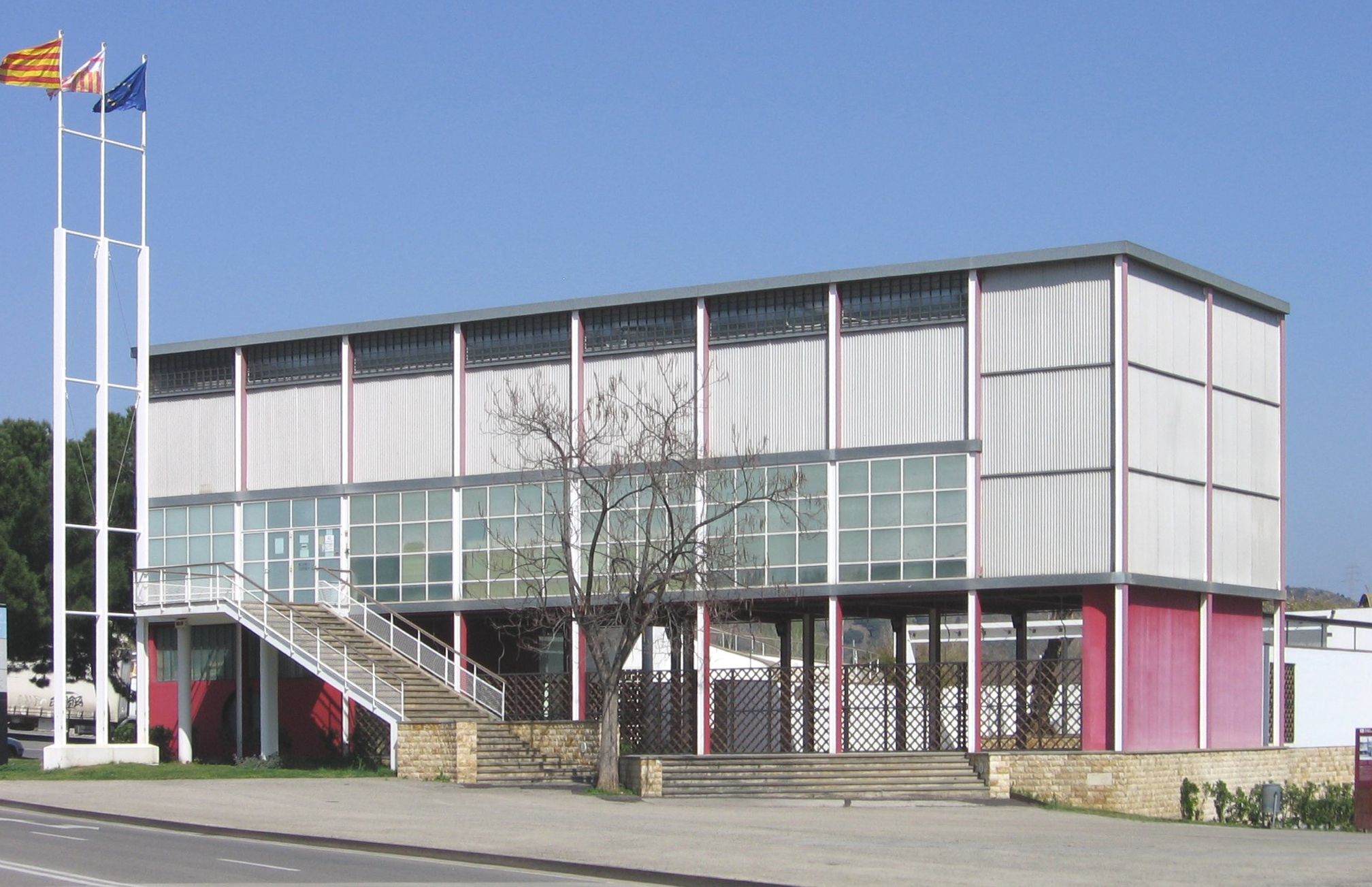
Réplica en Barcelona del pabellón (1992), reconstrucción de Miquel Espinet, Antoni Ubach y Juan Miguel Hernández León

En 1992, y con motivo de los Juegos Olímpicos, el Ayuntamiento de Barcelona sufragó una reproducción del pabellón, a cargo de los arquitectos Miquel Espinet, Antoni Ubach y Juan Miguel Hernández León, situada en la Avenida del Cardenal Vidal i Barraquer, del barrio de El Valle de Hebrón. Esta reproducción incluye una réplica del Guernica de Picasso, en una pared de la planta baja, tal como estaba en su ubicación original. En 1994, gracias a un convenio entre el Ayuntamiento de Barcelona, la Biblioteca Josep Maria Figueras y la Universidad de Barcelona, el pabellón acogió la Biblioteca del Pabellón de la República, adscrita al departamento de Historia Contemporánea de la mencionada universidad, especializada en la Segunda República, la Guerra Civil, el exilio, el franquismo y la transición en España y, especialmente, en Cataluña. También acoge un importante fondo sobre sovietismo y sobre historia política internacional del siglo XX, especialmente de la Segunda Guerra Mundial.